# Ulrich Füterer
Ulrich Füterer (ou Füetrer; né avant 1450 à Landshut; mort entre 1493 et 1502 à Munich) est un poète, chroniqueur et peintre bavarois de la fin du Moyen Âge.

## Œuvres
Son chef-d’œuvre est le « Livre des Aventures » (Buch der Abenteuer), qu'il composa entre 1473 et 1487 pour le compte d’Albert le Sage. Ce poème d'environ 41 500 vers groupées en titurelles, laisses typiques du Jüngeren Titurel d’Albrecht von Scharfenberg (en), s'ouvre sur le récit de la race du Graal, pour laquelle Füterer s'en remet à la version du Jüngeren Titurel. Il poursuit par un récit de la guerre de Troie, qui explique le lien entre les Troyens et les Bretons : c'est en effet Brutus, un compagnon d'Énée, qui aurait fondé le royaume de Bretagne, lequel porte son nom (cette légende est tirée de l’Historia Regum Britanniae de Geoffroy de Monmouth et du Roman de Brut de Wace). À la suite de la guerre de Troie, vient l’histoire de Merlin, pour laquelle il n'existe aucune source antérieure connue en allemand : on suppose qu'une telle source a existé, mais qu'elle a disparu. Füterer propose en outre une généalogie entre les personnages du cycle arthurien, où Merlin s'avère être le grand-père du roi Arthur.
Puis Füterer se consacre à l'histoire de Ban de Gomeret (de) et son voyage vers l'Orient, tiré du Prologue de Perceval. Vient ensuite l'histoire de Schionatulander, dont la source est le jüngeren Titurel d’Albrecht von Scharfenberg (en), puis les événements contés dans le Parzival de Wolfram von Eschenbach : Füterer augmente son modèle de plusieurs versets, car pour l'épisode de Gauvain il substitue le récit présenté dans Diu Crône d’Heinrich von dem Türlin (de). Le premier livre du Buch der Abenteuer se termine par la description des « Aventures de Lohengrin » (Lohargrim), fils de Perceval, qui entre autres explicite ce qui advient du Graal. Le premier livre se conclut par un hommage à Albert le Sage.
La seconde partie qui s'intitule Das annder púech traite des gestes de différents chevaliers (Wigoleis, Seyfrid, Melerans, Iban ou Yvain, Persibein, Poytislier et Flordimar), tirée de romans inconnus des experts. La troisième et ultime partie du « Livre des Aventures » est consacrée à l'histoire de Lancelot (Lannzilet).
Füterer composa aussi entre 1478 et 1481 une « Chronique de Bavière » complète (Bairische Chronik) et une épopée de près de 39 000 vers, Lanzelot.

## Édition
- Heinz Thoelen (éd.): Das Buch der Abenteuer, d'après le manuscrit A (Cgm. 1 de la Bayerischen Staatsbibliothek). 2e partie. Kümmerle, Göppingen 1997,  (ISBN 3-87452-884-7) (= Göppinger Arbeiten zur Germanistik, Band 638).

### Source
- (de) Cet article est partiellement ou en totalité issu de l’article de Wikipédia en allemand intitulé « Ulrich Fuetrer » (voir la liste des auteurs).